# Tat'jana Petrovna Makarova
Tat'jana Petrovna Makarova (in russo Татьяна Петровна Макарова?; Mosca, 25 settembre 1920 – Ostrołęka, 25 agosto 1944) è stata una militare sovietica, comandante del 46º Reggimento bombardamento leggero notturno delle guardie "Taman'". Lei e la sua navigatrice Vera Belik furono insignite postume del titolo di Eroe dell'Unione Sovietica.

## Biografia
Nacque a Mosca il 25 novembre 1920, figlia di un impiegato postale ferito durante la prima guerra mondiale e di madre analfabeta. Dopo aver completato la scuola nel 1935, iniziò a lavorare in una fabbrica di dolciumi. Fu respinta dall'accademia militare perché le donne non erano ammesse. Nel 1939 si diplomò alla scuola professionale e nello stesso anno completò i corsi di volo. Nel 1940 ottenne il grado di sergente e divenne istruttrice di volo presso l'aeroclub in cui si era addestrata.

### Carriera
Nell'ottobre 1941, un mese dopo la creazione dell'unità di Marina Raskova, Makarova si offrì volontaria e fu accettata. Dopo essersi diplomata alla Scuola militare di aviazione Engels, nel maggio 1942 fu inviata sul fronte come comandante del 588º Reggimento bombardieri notturni. Il 19 ottobre 1942 fu insignita dell'Ordine della Bandiera Rossa per aver completato 195 missioni.
Nel 1943 fu promossa a comandante di squadriglia, nel frattempo al reggimento fu aggiunta una terza squadriglia; dopo che otto membri della squadriglia furono abbattuti in una sola notte, si sentì responsabile e chiese di essere retrocessa a comandante di volo, richiesta che fu accettata. Anche la sua inseparabile amica Vera Belik chiese di essere retrocessa a navigatore di volo per poter rimanere con l'equipaggio. Il capo di stato maggiore, Irina Rakobol'skaja, descrisse la Makarova come troppo frivola nei suoi compiti e la criticò per non essere rigorosa come la sua omologa Marija Smirnova. Olga Golubeva-Teres, che volò sotto il suo comando, la descrisse come un buon comandante di volo. Per migliorare la precisione degli attacchi, Makarova spesso scendeva fino a 100-150 metri di quota prima di sganciare le bombe.
Prima della sua morte in combattimento, lei e Vera Belik furono il primo equipaggio del reggimento a bombardare in territorio tedesco, in Prussia orientale. Durante la guerra partecipò alle campagne di bombardamento contro le forze tedesche nel Caucaso settentrionale, in Crimea, nel Kuban, nella penisola di Taman, in Bielorussia e nella Prussia orientale. La sua ultima missione ebbe luogo sopra Ostroleka il 25 agosto 1944 insieme con Vera Belik: riuscirono a sganciare una bomba sul bersaglio, ma il nemico individuò il loro aereo e rispose all'attacco: un caccia le seguì mentre rientravano e riuscì ad abbatterle. A causa del pesante carico che l'aereo doveva trasportare per i bombardamenti notturni, né Makarova né Belik avevano il paracadute; entrambe morirono nell'aereo in fiamme.
In totale l'aereo effettuò 628 sortite, durante le quali sganciò 96 tonnellate di bombe, distrusse due traghetti, due cannoni antiaerei, un faro, due depositi di munizioni e uccise più di due plotoni di soldati nemici.

## Onorificenze

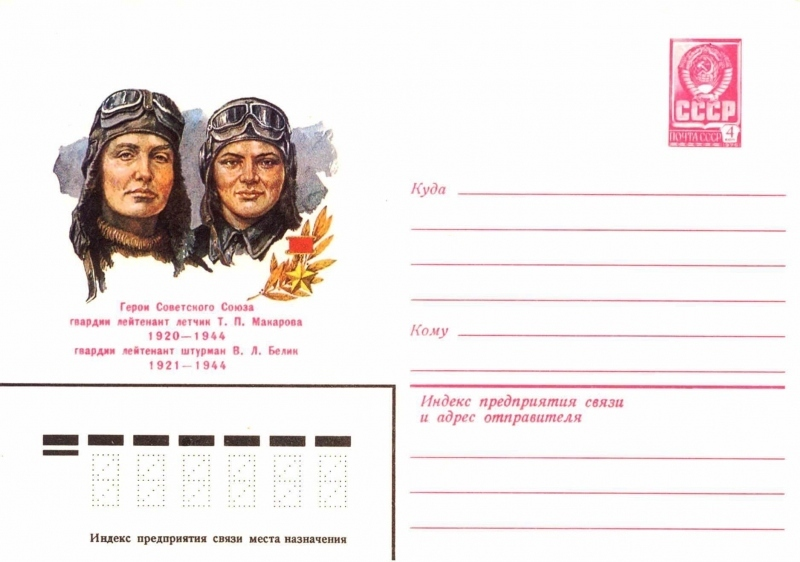
Busta da lettera con Makarova e Belik.

Per onorare la sua memoria le sono stati dedicati un piccolo museo e una strada a Mosca, una scuola a Kerč', un monumento presso la scuola tecnica in cui studiò e una busta da lettera dell'URSS con lei e Vera Belik.